# Şahmaran

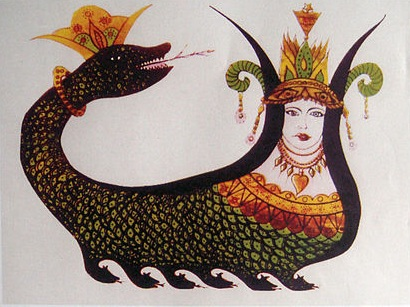
Eine Zeichnung der Şahmaran, aus einem kurdischen Kalender

Şahmaran (persisch شاهماران, türkisch Şahmeran; auch Schahmaran und Shahmaran) ist eine mythische Figur in Anatolien (besonders bei Tarsus und Mardin), dem Iran und dem Irak. Sie gilt als Göttin der Weisheit und Beschützerin von Geheimnissen. Der Name besteht aus den Bestandteilen aus dem persischen šāh („König“) und mârân (persisch „Schlangen“) und bedeutet König(in) der Schlangen. Şahmaran wird oft als ein Wesen, halb weise Frau, halb Schlange, dargestellt. Wenn Şahmaran stirbt, geht ihr Geist auf ihre Tochter über. In einer der Ursprungsversionen verliebt sich Şahmaran in einen Mann namens Tasmsp. In nachfolgenden Versionen heißt er Cemşid oder Cihan. Şahmaran erzählt Tasmsp Geschichten, doch als ihr die Ideen ausgehen, verlässt sie der Mann und kehrt in sein Heimatland zurück. In der Türkei glaubt man, dass Şahmaran in der Stadt Tarsus gelebt hat. Aus der Umgebung von Tarsus stammen viele kunstvolle bildliche Darstellungen Şahmarans.

## Handlung der Cemşid-Version

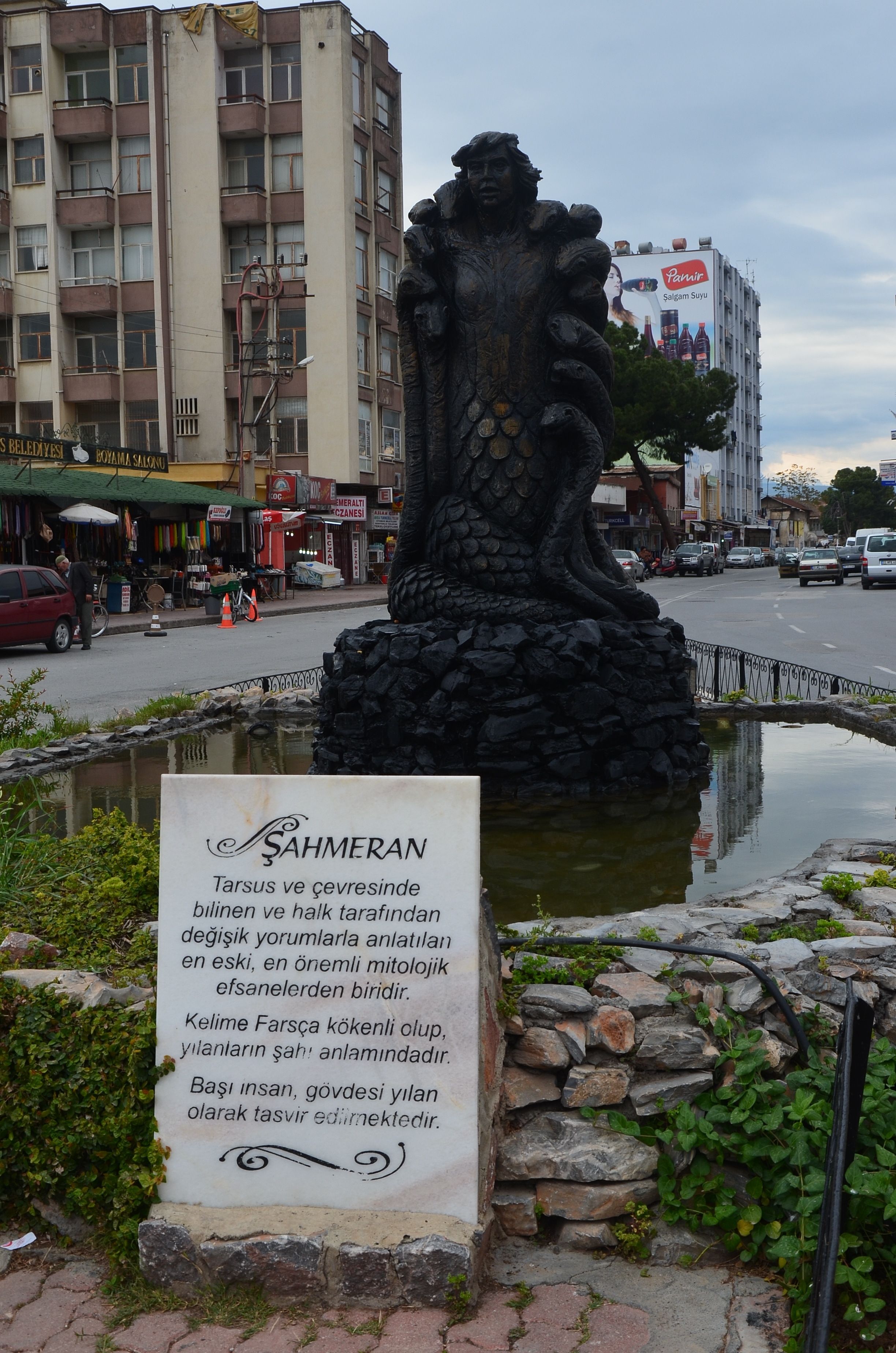
Statue der Şahmaran in Tarsus

Cemşid entdeckt im Wald eine Höhle, die mit Honig gefüllt ist. Gemeinsam mit seinen Freunden holt er den Honig heraus, um ihn zu verkaufen. Die Freunde wollen nicht mit Cemşid teilen und sperren ihn in der Höhle ein. Dort begegnet er Şahmaran, freundet sich mit ihr an und verbringt einige Zeit in ihrem unterirdischen Reich. Zum Abschied beschenkt Şahmaran den Gast reichlich und nimmt ihm das Versprechen ab, nie mit jemandem über sie zu sprechen. Außerdem darf Cemşid kein öffentliches Bad mehr besuchen, weil sich durch seinen langen Aufenthalt in der Schlangenwelt seine Rückenhaut zu Schlangenschuppen umgebildet hat. Sieben Jahre nach Cemşids Heimkehr erkrankt der Sultan. Der Wesir Şahmur erfährt aus einem heiligen Buch, dass nur ein zubereiteter Körperteil von Şahmaran das Leben des Sultans retten kann. Alle Einwohner des Landes werden gezwungen, öffentlich zu baden. So wird Cemşids Geheimnis offenbart. Trotz der in Aussicht gestellten Belohnung verrät er den Unterschlupf seiner ehemaligen Gastgeberin nicht. Erst als ihm die Todesstrafe droht, führt er die Handlanger des Sultans zur Höhle. Es gelingt Şahmur, Şahmaran durch einen Zauber zu überwältigen. Er tötet sie und bereitet sie zu. Vor ihrem Tod offenbart Şahmaran Cemşid, dass nur das erste Wasser aus ihrer Hand heilbringend, das zweite Wasser aber tödlich sei. Cemşid füllt unauffällig das erste Wasser ab. Şahmur trinkt von dem zweiten Wasser und stirbt qualvoll. Cemşid heilt den Sultan, der ihn dankbar zum neuen Wesir ernennt. Şahmaran ersteht in ihrer Tochter auf und herrscht weiter über das Reich der Schlangen.
Abweichend von der Cemşid-Fassung besitzt Şahmaran in der Tasmsp-Fassung zwei Köpfe, den einer Frau und den einer Schlange. Mit einem ihrer Köpfe beißt sie Şahmur, der daraufhin stirbt, mit dem anderen Kopf den Sultan, der durch den Biss geheilt wird. In der Cihan-Fassung werden der Kopf, der Rumpf und der Schwanz Şahmarans getrennt zubereitet. Der Hofarzt isst vom Kopf und versteht daraufhin alle Sprachen der Tiere und Pflanzen. Cihan isst vom Rumpf, ohne dass eine Wirkung eintritt. Der Sultan isst vom Schwanz und stirbt.